# Richard Dehmel (Kartograph)
Dehmel Richard Exlibris

Link zum Bild

Richard Dehmel (* 1. November 1902 in Polkwitz, Landkreis Glogau, Provinz Schlesien; † 4. April 1983 in Braunschweig) war ein deutscher Kartograph und Direktor bei der Kartographischen Anstalt Georg Westermann. Er besorgte als Nachfolger von Paul Diercke ab 1950 bis 1973 die ersten Nachkriegsauflagen des seit 1883 deutschlandweit als Schulatlas eingesetzten Diercke Weltatlas.
Zudem wirkte er u. a. am Westermanns Hausatlas (1958 und 1961) und dem Perthes-Weltatlas Großräume in Vergangenheit und Gegenwart (1973).
Sein Exlibris ist eine Hand, die einen Zirkel über einen Globus der Erde zieht.